# Juncus greenei
Juncus greenei är en tågväxtart som beskrevs av William Oakes och Edward Tuckerman. Juncus greenei ingår i släktet tåg, och familjen tågväxter. Inga underarter finns listade i Catalogue of Life.